# Sergent d'armes hospitalier
 (signalé en mai 2025).
Si vous disposez d'ouvrages ou d'articles de référence ou si vous connaissez des sites web de qualité traitant du thème abordé ici, merci de compléter l'article en donnant les références utiles à sa vérifiabilité et en les liant à la section « Notes et références ».
- Archive Wikiwix
- Bing
- Cairn
- DuckDuckGo
- E. Universalis
- Gallica
- Google
- G. Books
- G. News
- G. Scholar
- Persée
- Qwant
- (zh) Baidu
- (ru) Yandex
- (wd) trouver des œuvres sur Wikidata

Sergent d'armes est une fonction dans l'ordre de Saint-Jean de Jérusalem ; il porte le titre de frère hospitalier, il fait donc partie de l'Ordre, il prête les quatre vœux de l'Ordre (vœu de chasteté, vœu d'obéissance, vœu de pauvreté et un quatrième vœu, le vœu d'hospitalité). C'est le niveau inférieur au frère chevalier qui est réservé aux membres qui ne peuvent justifier des titres suffisants de noblesse.